# Leis provinciais

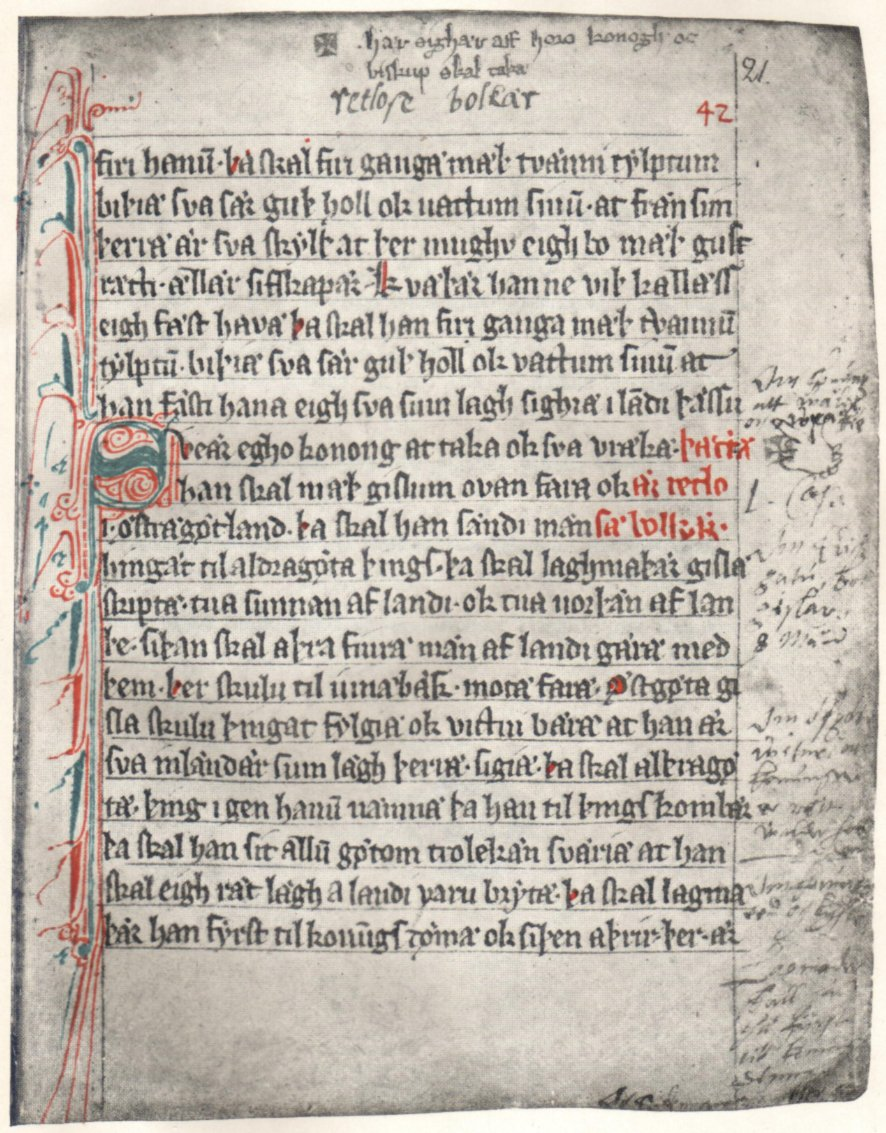
A Antiga Lei da Gotalândia Oriental escrita em 1220 por Esquilo Magnusson

As Leis provinciais (landskapslagar) suecas eram códigos de leis medievais usados em diversas províncias históricas – na altura, praticamente independentes e gozando de grande autonomia. Essas leis existiam em todos os países nórdicos. Inicialmente tinha a forma oral, sendo memorizadas e recitadas pelos homens de leis ou legíferos (em sueco: lagsagomän; em latim: lēgiferī). A pouco e pouco, foram aparecendo versões escritas particulares, até surgirem as versões escritas oficiais.
Na Suécia, as diversas Leis Provinciais precederam e estiveram em vigor até à Lei Nacional de Magno IV de (1350). A lei provincial mais antiga é a versão antiga da Lei da Gotalândia Ocidental (Äldre Västgötalagen).
Leis dos gotas

- Lei da Gotalândia Ocidental (1220 - Vigente na Gotalândia Ocidental, e também na Dalslândia)
- Lei da Gotalândia Oriental (1298 - Vigente na Gotalândia Oriental, e também em parte da Esmolândia e na ilha da Olândia)
- Lei da Esmolândia (Vigente numa parte importante da Esmolândia)

Leis dos suíones

- Lei da Uplândia (1296 - Vigente na Uplândia, e também na Gestrícia)
- Lei da Sudermânia (1325 - Vigente na Sudermânia)
- Lei de Vestmânia (Vigente na Vestmânia, e provavelmente também na Dalecárlia)
- Lei da Helsíngia (Vigente na Helsíngia, e também em Medelpádia, Angermânia e Bótnia Ocidental, Setentrional e Oriental)
- Lei da Dalecárlia (Talvez vigente na Dalecárlia)
- Lei da Varmlândia (Vigente na Varmlândia)
- Lei da Nerícia (Vigente na Nerícia)

Leis dos daneses
- Lei da Escânia (1202 - Vigente na Terra da Escânia, então dinamarquesa, e abrangendo Escânia, Blekinge, Halland e Bornholm)
- Lei da Gotlândia (1220 - Vigente na Gotlândia, então independente)
- Lei da Jutlândia (vigente na Jutlândia Setentrional e Fiônia)
- Lei da Zelândia (Vigente na Zelândia, Lolândia, Falster e Møn)
- Lei da Frísia do Norte (vigente na porção frísia da Jutlândia Meridional)